# 24 Ursae Majoris
24 Ursae Majoris, som är stjärnans Flamsteed-beteckning, är en ensam stjärna belägen i den norra delen av stjärnbilden Stora björnen. Den har en högsta skenbar magnitud på ca 4,54 och är svagt synlig för blotta ögat där ljusföroreningar ej förekommer. Baserat på parallax enligt Gaia Data Release 2 på ca 30,9 mas, beräknas den befinna sig på ett avstånd på ca 106 ljusår (ca 32 parsek) från solen. Den rör sig närmare solen med en heliocentrisk radialhastighet av ca –27 km/s och beräknas komma så nära jorden som 51 ljusår om ca 879 000 år.

## Egenskaper
24 Ursae Majoris är en gul till vit jättestjärna av spektralklass G4 III-IV, som vid en beräknad ålder av cirka en miljard år visar spektrumet för en åldrande jättestjärna blandad med egenskaper hos en underjätte. Baserat på dess position i H-R-diagrammet har stjärnan precis passerat genom Hertzsprung-klyftan och är redo att börja sin stigning längs den röda jättegrenen. Den har en massa som är ca 1,9 solmassor, en radie som är ca 4,6 solradier och utsänder ca 15 gånger mera energi än solen från dess fotosfär vid en effektiv temperatur på ca 5 300 K.
24 Ursae Majoris är en RS Canum Venaticorum-variabel, som har visuell magnitud +4,56 och varierar i amplitud med 0,058 magnituder och en period av 0,9202 dygn eller 22,08 timmar och är en källa till röntgenstrålning med en styrka av 207,4 × 1028 erg/s.